# Rugascuta
Rugascuta is een geslacht van vliesvleugeligen (Hymenoptera) uit de familie van de gewone sluipwespen (Ichneumonidae). De wetenschappelijke naam van het geslacht werd voor het eerst geldig gepubliceerd door Sheng in 2009.

## Soort
Het geslacht is monotypisch en omvat slechts de soort:
- Rugascuta sinica Sheng, 2009